# Tolbonia
Tolbonia é um género botânico pertencente à família Asteraceae. Contém uma única espécie, Tolbonia anamitica Kuntze.